# 村井倉松
村井 倉松（むらい くらまつ、1888年〈明治21年〉1月10日 - 1953年〈昭和28年〉10月23日）は、日本の政治家。青森県八戸市の8代目市長。

## 来歴・人物
青森県上北郡百石村（百石町→おいらせ町の前身）に生まれる。1911年（明治44年）に東京高等商業学校（一橋大学の前身）卒業。1914年（大正3年）高等文官試験外交科（外交官及領事館試験）に合格し、長春領事官補となる。
東亜同文書院商業学教師、外務省通商局第1課長、同第2課長、上海総領事、シドニー総領事などを務め、上海総領事時代には、第一次上海事変に対応し呉鉄城上海市長と協議を行った。上海天長節爆弾事件で、重傷を負う。シドニー総領事時代には、日豪通商航海条約締結に向けた交渉にあたった。1937年（昭和12年）からシャム公使（駐タイ公使）を務め、友好通商航海条約に調印。退官後、1951年（昭和26年）に八戸市長に就任したが、任期途中で死去した。

## 政策
病気のため市長在職はわずか2年であった。総合対策審議会を設置し、戦後間もない八戸市の本格的な長期ビジョン、グランドデザインに着手しその理念が後世に生かされたと評価されている。
また、八戸港の重要港湾指定、小中野漁港の着工に取り組んだ。

## 栄典
- 1940年（昭和15年）8月15日 - 紀元二千六百年祝典記念章[3]